# Герші (Небраска)
Герші (англ. Hershey) — селище (англ. village) в США, в окрузі Лінкольн штату Небраска. Населення — 649 осіб (2020).

## Географія
Герші розташоване за координатами 41°9′37″ пн. ш. 101°0′2″ зх. д. / 41.16028° пн. ш. 101.00056° зх. д. (41.160280, -101.000441).  За даними Бюро перепису населення США в 2010 році селище мало площу 1,58 км², уся площа — суходіл. В 2017 році площа становила 1,94 км², уся площа — суходіл.

## Демографія
Згідно з переписом 2010 року, у селищі мешкало 665 осіб у 266 домогосподарствах у складі 193 родин. Густота населення становила 420 осіб/км².  Було 292 помешкання (184/км²).
Расовий склад населення:
| - 90,5 % — білих - 0,8 % — корінних американців - 0,3 % — чорних або афроамериканців - 0,3 % — азіатів - 5,6 % — осіб інших рас |

До двох чи більше рас належало 2,6 %. Частка іспаномовних становила 8,9 % від усіх жителів.
За віковим діапазоном населення розподілялося таким чином: 25,9 % — особи молодші 18 років, 59,5 % — особи у віці 18—64 років, 14,6 % — особи у віці 65 років та старші. Медіана віку мешканця становила 40,6 року. На 100 осіб жіночої статі у селищі припадало 96,2 чоловіків;  на 100 жінок у віці від 18 років та старших — 102,9 чоловіків також старших 18 років.
Середній дохід на одне домашнє господарство  становив 86 729 доларів США (медіана — 59 531), а середній дохід на одну сім'ю — 97 078 доларів (медіана — 62 396). Медіана доходів становила 51 797 доларів для чоловіків та 31 875 доларів для жінок. За межею бідності перебувало 7,4 % осіб, у тому числі 12,4 % дітей у віці до 18 років та 0,0 % осіб у віці 65 років та старших.
Цивільне працевлаштоване населення становило 299 осіб. Основні галузі зайнятості: транспорт — 26,4 %, освіта, охорона здоров'я та соціальна допомога — 19,4 %, роздрібна торгівля — 17,1 %.